# 国家自由党 (巴拿马)
国家自由党（西班牙語：Partido Liberal Nacional)，巴拿马的一个自由派政党。在2004年5月2日的立法选举中，该党赢得了5.2%的选票和78个席位的3席。该党是自由党国际的一个观察员。
国家自由党（PNL）成立于1903年，由哥伦比亚自由党巴拿马分部在巴拿马宣布独立后不久组成。
国家自由党和团结党（Partido Solidaridad）合并为爱国联盟党（Unión Patriótica），2011年3月爱国联盟党并入民主变革党。